# سنترال وست
سنترال وست یا غرب مرکزی (به انگلیسی: Central West) ناحیه‌ای است واقع در غرب ناحیه کوه‌های آبی و ایالت نیو ساوت ولز در استرالیا که دارای مساحت ۶۳.۲۶۲ کیلومتر مربع می باشد.
اولین بار جورج ویلسون ایوانز در سال ۱۸۱۵ این ناحیه را کشف کرد در حالی که پیش از آن مردم بومی در آن‌جا زندگی می کردند. جوامع و شهرهای بزرگ در این ناحیه عبارتند از دوبو ء باتورست و اورنج. دانشگاه چارلز استوارت تنها ارائه دهنده تحصیلات عالی در این ناحیه است.